# Rendita attuariale
La rendita attuariale è un contratto di assicurazione caso vita costituito da una successione di importi, chiamate rate, da riscuotere (o da pagare) in determinate epoche, chiamate scadenze, ad intervalli di tempo determinati.
A seconda delle caratteristiche, una rendita può essere:
- anticipata (la prestazione viene erogata all'inizio dell'intervallo);
- posticipata (la prestazione viene erogata alla fine dell'intervallo);
- temporanea (se gli importi vengono pagati/riscossi per un periodo limitato);
- vitalizia (se gli importi vengono riscossi fino alla morte dell'assicurato -a meno della presenza di opzioni di reversibilità-);
- immediata (se la prestazione viene erogata in via immediata dietro pagamento di un premio unico).

## Esempi
{\displaystyle \ a_{x}={N_{x+1} \over D_{x}}} (rendita vitalizia corrisposta in via posticipata per un individuo di età x);
{\displaystyle \ {\ddot {a}}_{x}={N_{x} \over D_{x}}} (rendita vitalizia corrisposta in via anticipata per un individuo di età x);